# Cuniculina
Cuniculina es un género de foraminífero bentónico, normalmente considerado un subgénero de Chalaroschwagerina, es decir Chalaroschwagerina (Cuniculina), de la subfamilia Pseudoschwagerinae, de la familia Schwagerinidae, de la superfamilia Fusulinoidea, del suborden Fusulinina y del orden Fusulinida. Su especie tipo es Parafusulina vulgarisiformis. Su rango cronoestratigráfico abarca desde el Artinskiense hasta el Kunguriaense (Pérmico inferior).

## Discusión
Clasificaciones más recientes incluyen Cuniculina en la superfamilia Schwagerinoidea, y en la subclase Fusulinana de la clase Fusulinata.

## Clasificación
Cuniculina incluye a las siguientes especies:
- Cuniculina globosaeformis †, también considerado como Chalaroschwagerina (Cuniculina) globosaeformis †
- Cuniculina hawkinsi †, también considerado como Chalaroschwagerina (Cuniculina) hawkinsi †
- Cuniculina vulgarisiformis †, también considerado como Chalaroschwagerina (Cuniculina) vulgarisiformis †